# Гай Атилий Барбар
Гай Атилий Барбар (лат. Gaius Atilius Barbarus) — римский политический деятель второй половины I века.
По всей видимости, Барбар происходил из Италии. О его карьере известно только лишь то, что в 71 году он занимал должность консула-суффекта вместе с Луцием Флавием Фимбрией. Надпись из Неаполя и недавно открытый военный диплом показывает, что они вступили в должность 20 или 30 июля. Больше о биографии Барбара нет никаких сведений.